# Aelfrico

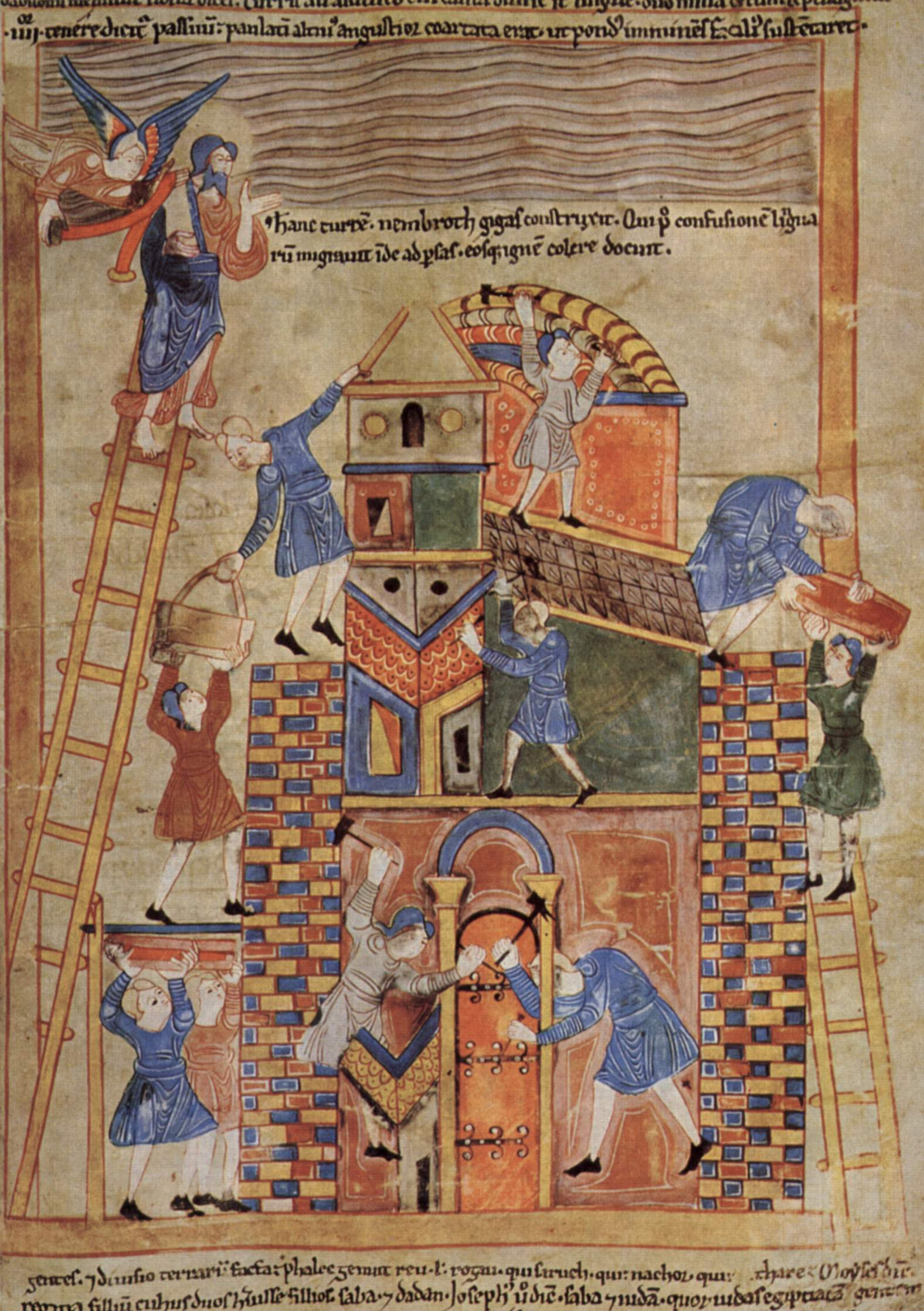
Escena de la Torre de Babel, manuscrito de Aelfrico Grammaticus,, Museo Británico, Londres.

Elfrico o Aelfrico de Eynsham, Ælfric Grammaticus, Ælfric de Cerne y “Ælfric el de las homilías” (ca. 955 – ca. 1010/1022), fue un abad inglés, de Eynsham, cerca de Oxford, así como un prolífico escritor en inglés antiguo.
No hay que confundirlo con Ælfric, arzobispo de Canterbury, muerto el 16 de noviembre de 1005).

## Identificación
La verdadera identificación de Aelfrico ha sido problemática. En primer lugar, porque a menudo se le confunde con Aelfrico, el Arzobispo de Canterbury. Aunque al principio se identificó a Aelfrico con el arzobispo, gracias al trabajo de Lingard y Dietrich, la mayor parte de los eruditos modernos consideran que Aelfrico no desempeñó ningún cargo superior al de Abad de Eynsham. Sin embargo, en el pasado, ha habido intentos de identificarlo con tres personas diferentes, Aelfrico, (995-1005), Arzobispo de Canterbury; Aelfrico Putta o Putto, arzobispo de York; y Aelfrico, abad de Malmesbury y obispo de Crediton.
La mayor parte de los datos sobre su vida quedaron fijados con la obra de Eduard Dietrich en una serie de artículos en la obra de C. W. Niedner: Zeitschrift für historische Theologie (vols. 1855 y 1856, Gotha).

## Vida
Escritor perteneciente a la orden de San Benito.
Fue alumno de la escuela monacal de Winchester, bajo la tutela de san Aethelwold o Ethelwold de Winchester (909-984), que fue allí obispo desde 963 hasta 984. Ethelwold había seguido la tradición de san Dunstán (908-988) en su gobierno de la abadía de Abingdon, y en Winchester siguió sus esfuerzos, involucrándose personalmente en la enseñanza.
Aelfrico consiguió cierta reputación como erudito en Winchester. Por ello, cuando en 987 se finalizó la abadía de Cerne Abbas en Dorset, san Alphege (954-1012), sucesor de san Ethelwold como arzobispo de Canterbury, le ordenó que marchara allí, pues así se lo había pedido el benefactor de la abadía, Ethelmaer. Ethelmaer y su padre, el rey Ethelweard, apoyaron la enseñanza, y se hicieron fieles amigos de Aelfrico.
No hay pruebas de que, después de escribir sus Homilías, y su Gramática, se quedara en Cerne. Se ha sugerido que esta parte de su vida transcurrió principalmente en Winchester, pero sus escritos para los patrones de Cerne, y el hecho de que escribió en 998 sus Canons como una carta pastoral para Wulfsige, obispo de Sherborne, la diócesis en la que estaba situada la abadía, permite presumir que continuó viviendo allí.
En 1005 fue nombrado abad de Eynsham, cerca de Oxford, otra fundación de Ethelmaer.

## Obra
Con sus escritos perseguía hacer comprensibles las obras cristianas a aquellos que no entendían el latín. Por ello se expresaba en un lenguaje sencillo. Veló por la superación de la incultura de los propios sacerdotes, que no sabían escribir ni leer en latín.
Las Homilías inglesas se escribieron en Cerne, en parte, al parecer, por deseo, de Ethelweard, sermones escritos con fragmentos de los Padres cristianos y dedicadas a Sigerico el Serio (hacia 950-994, arzobispo de Canterbury. El prefacio en latín enumera alguna de las autoridades de Aelfrico, la principal de las cuales es Gregorio Magno, pero esa corta lista en modo alguno agota sus fuentes. En el prefacio del primer volumen lamenta que excepto las traducciones de Alfredo el Grande, los ingleses no tienen modo de aprender la verdadera doctrina expuesta por los Padres de la Iglesia.
La primera serie de cuarenta homilías se dedica a una exposición simple y directa de los principales acontecimientos del año cristiano; la segunda se dedica más intensamente a doctrina de la iglesia e historia, Aelfrico niega el nacimiento inmaculado de la Virgen María, y su enseñanza sobre la Eucaristía en los Cánones y en el Sermo de sacrificio in die pascae fueron referencias invocadas, más tarde, por los escritores de la Reforma protestante, como una prueba de que, en la iglesia inglesa temprana, no se adoptaba la doctrina romana de la transustanciación.
Se le debe el Latin Grammar and Glossary, esto es, una Gramática latina en lengua inglesa antigua, con un diccionario latín-inglés. Esta obra se escribió para sus alumnos, después de los dos libros de Homilías. Una tercera serie de homilías, las Vidas de Santos, (hagiografía) puede datarse de 906 a 997; las redactó en un estilo más cuidado, de manera tan regular que puede ser versificada.
Por deseo de Ethelweard también comenzó a parafrasear partes del Antiguo Testamento, llegando a traducir los siete primeros libros de la Biblia. Sin embargo, es una labor que realizó a disgusto, pues consideraba que narraba historias inadecuadas para las mentes sencillas.
Después de su elevación como abad de Eynsham (1005) escribió un resumen para sus monjes de la obra de Ethelwold De consuetudine monachorum, adaptada a sus ideas rudimentarias de la vida monástica; una carta a Wulfgeat de Ylmandun; una introducción al estudio del Antiguo y Nuevo Testamento, alrededor de 1008; una vida en latín de su maestro Ethelwold; una carta pastoral para san Wulfstan, arzobispo de York y obispo de Worcester, en latín e inglés, y una versión inglesa de la obra de Beda De Temporibus.
El Colloquium, un diálogo latino diseñado para servir a sus alumnos como un manual de conversación latino, puede datar de su vida en Cerne. Es seguro que hizo el esquema original de esta obra, después ampliada por su alumno Elfrico Bata, y representa lo que fueron sus propios días escolares. La última referencia a “Ælfric Abbot” (abad Aelfrico), probablemente el gramático, es en un testamento que data de 1010.

## Valoración
Aelfrico fue el más prolífico escritor en inglés antiguo. Sin embargo, no expresaba en modo alguno la opinión popular de su tiempo. Sus ideas avanzadas respecto a las mujeres, aunque no sean en modo alguno modernas, y su firme postura en torno a la 'clǽnnes,' o pureza, eran más extremos que otros contemporáneos. Esto es, sin duda, relacionado con su servicio bajo el reformador monástico San Ethelwold en el monasterio de Winchester.
Según Ifor Evans, es el «escritor más grande en prosa inglesa con anterioridad a la conquista», pues «le cabe el honor de haber sido el primer escritor en prosa inglesa consciente del estilo y del medio fino y versátil que es esa lengua, decidido además a que la expresión vernácula pudiera florecer con la dignidad que, correctamente, él asociaba con el latín, todavía en aquel tiempo lengua de toda la cristiandad».